# 小行星1116
小行星1116（1116 Catriona）是一颗绕太阳运转的小行星，为主小行星带小行星。该小行星于1929年4月5日发现。
該小行星以英國小說家羅伯特·路易斯·史蒂文森的小說《卡特里奧娜》命名。

## 轨道参数
小行星1116的轨道半长轴为2.9225399 UA，离心率为0.230。